# NGC 4120
NGC 4120 is een spiraalvormig sterrenstelsel in het sterrenbeeld Draak. Het hemelobject werd op 6 april 1793 ontdekt door de Duits-Britse astronoom William Herschel.

## Synoniemen
- UGC 7121
- MCG 12-12-1
- ZWG 335.4
- IRAS12060+6949
- PGC 38553